# Batticaloa (stad)

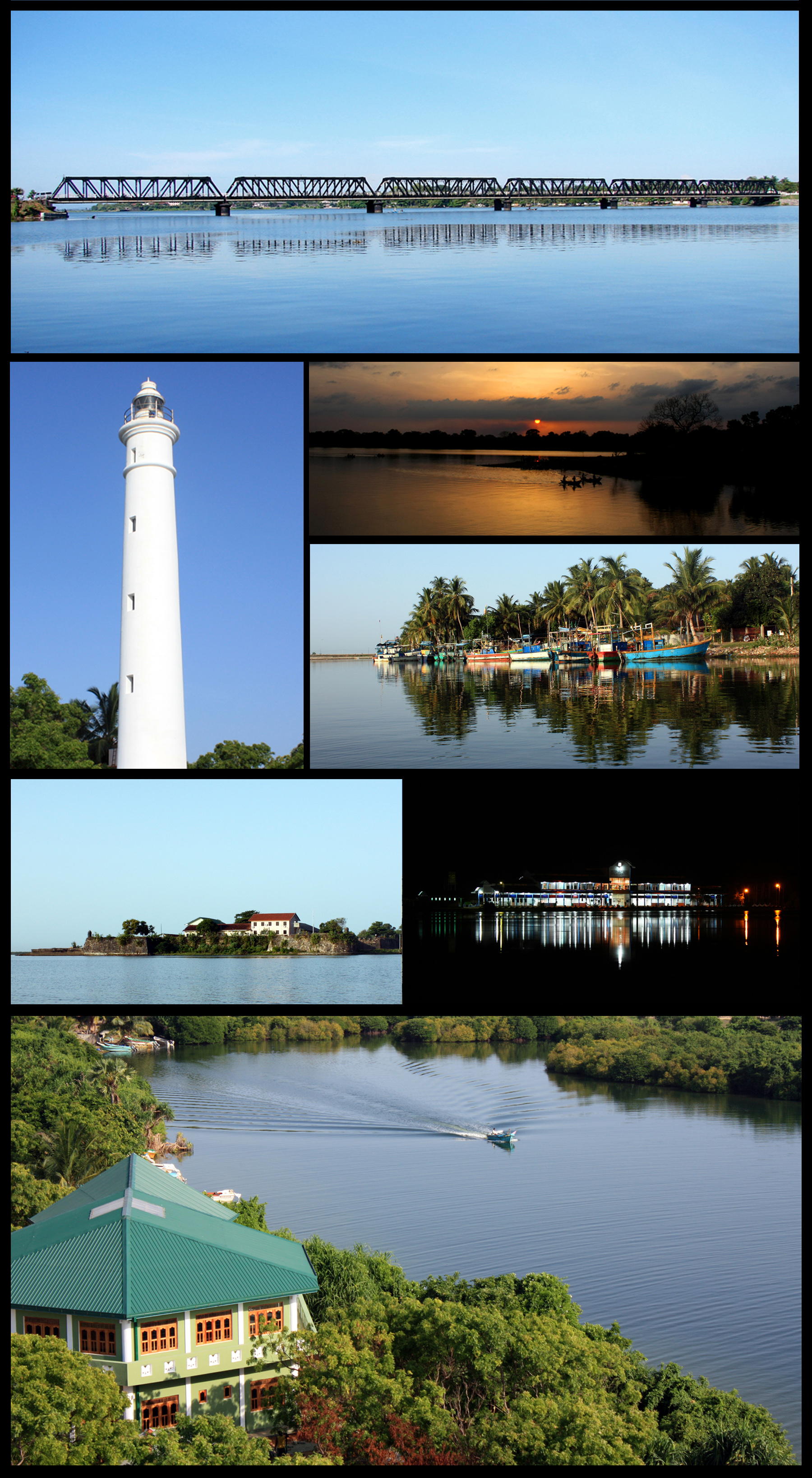
Batticaloa montage

Batticaloa (Singalees: Maḍakalapuva; Tamil: Maṭṭakkaḷappu) is de hoofdstad van de Sri Lankaanse Oostelijke Provincie en het gelijknamige district Batticaloa. De stad is gelegen aan de Indische oceaan en heeft 89.000 inwoners.
De stad is genoemd naar het fort Batticaloa dat gelegen is op het eiland Puliyantivu. Dit fort werd in 1638 ingenomen door de VOC onder leiding van Willem Jacobsz. Coster. De stad ontwikkelde zich rond het fort en de voornaamste gebouwen zijn gelegen op het eiland Puliyantivu, zoals de katholieke Heilige Mariakathedraal, zetel van het bisdom Batticaloa. Het eiland is met een brug verbonden met de rest van de stad.
De stad werd op 26 december 2004 negentig minuten na de start van de zeebeving in de Indische Oceaan overspoeld door meer dan vier meter hoge vloedgolven.